# لويس جيفارا مورا
لويس جيفارا مورا (بالإسبانية: Luis Guevara Mora)‏ (2 سبتمبر 1961 بسان سلفادور في السلفادور - ) هو لاعب كرة قدم سلفادوري في مركز حراسة المرمى، شارك في كأس العالم 1982. وشارك مع منتخب السلفادور لكرة القدم. أما مع النوادي، فقد لعب مع ريال مورسيا ونادي أليانزا ‏ وأتلتيكو مارته ‏ وسان سلفادور ‏ وأونص لوبوس ‏ وBuffalo Stallions ‏ ونادي أورورا وديبورتيفو بيتابا ونادي أكويلا.

## وصلات خارجية
- لويس جيفارا مورا على موقع الاتحاد الدولي (مؤرشف)  (الإنجليزية)
- لويس جيفارا مورا على موقع ناشيونال فوتبول تيمز (الإنجليزية)
- لويس جيفارا مورا على موقع Soccerway.com (الإنجليزية)